# Stockport
Stockport ist eine Großstadt im englischen Metropolitan County Greater Manchester und der Verwaltungssitz des gleichnamigen Metropolitan Borough Stockport. Im Jahre 2011 hatte die Stadt 137.130 Einwohner.

## Geographie
Stockport befindet sich genau 253 Kilometer nordwestlich von London und etwa zehn Kilometer südöstlich des Stadtzentrums von Manchester. Hier vereinigen sich die Flüsse River Goyt und River Tame und fließen in den River Mersey.

## Geschichte

### Namensursprung
Stockport wurde 1170 erstmals als Stokeport erwähnt. Der Begriff entstammt der Altenglischen Sprache: stoc bedeutet Marktplatz, port bedeutet etwa Weiler; stock heißt aber auch so viel wie umzäuntes Gelände oder Burg, was auf das 1173 erstmals erwähnte Stockport Castle hinweist.

### Frühgeschichte
Die frühesten Spuren menschlicher Besiedlung in der Gegend sind Mikrolithen der Jäger und Sammler aus der Mittelsteinzeit (8000–3500 v. Chr.) sowie Waffen und Werkzeuge aus der Jungsteinzeit (3500–2000 v. Chr.). Spuren aus der Bronzezeit (2000–1200 v. Chr.) sind Steinhämmer, Feuersteine und Beile – alle Gegenstände waren dabei Zufallsfunde. Jüngere Funde datieren erst wieder aus der Römerzeit (ab 70 v. Chr.), was auf eine Ära der Entvölkerung im vorigen Zeitraum hinweist. Es gibt vage Hinweise auf einen römischen Militärstützpunkt bei Stockport. Man nimmt an, dass sich nahe der Stadt zwei Römerstraßen von Cheadle nach Ardotalia sowie von Manchester nach Buxton kreuzten. Eine erste Siedlung entstand an einer Furt über den River Mersey, welche im 18. Jahrhundert angelegt wurde. Römische Ursprünge von Stockport konnten nicht nachgewiesen werden; es ist nicht gesichert, dass die Fundamente und Gebäudereste aus antiker Zeit mit der Entwicklung eines befestigten Ortes in Verbindung stehen. Aus jener Zeit wurden zudem Töpferprodukte sowie ein Münzlager aus dem vierten Jahrhundert gefunden. Außerdem wurden sechs Münzen aus angelsächsischer Zeit entdeckt.

### Mittelalter
Im Domesday Book von 1086 fand Stockport keine Erwähnung.
Erstmalige Erwähnung fand 1173 das Stockport Castle, das als Rebellenhochburg gegen den damaligen König Heinrich II. erbaut wurde; ihre Größe wird auf 31 × 60 m geschätzt. Während des 16. und 17. Jahrhunderts verfiel die Anlage zusehends und wurde 1642 abgerissen.

### Industrialisierung
Stockport war eine der ersten Städte Großbritanniens, in denen sich die Textilindustrie entwickelte. Da England im 18. Jahrhundert keine eigene Seide produzieren konnte, musste sie aus Italien importiert werden. 1717 erkundete John Lombe in Italien die Produktionstechnik und kopierte sie, als er eine erste Textilfabrik in Derby errichtete. Als er sein Patent 1732 erneuern wollte, reichten weitere Fabrikanten bei der Regierung erfolgreich eine Petition ein, um das Patent unwirksam zu machen. Nachdem man Lombe finanziell entschädigt hatte, wurde am River Mersey die erste Wassermühle Englands zur Produktion von Textilien errichtet. Der Industriezweig entwickelte sich bis 1769, als 2000 Menschen in der Textilproduktion beschäftigt waren, stetig aufwärts. Wohl aufgrund günstigerer Importe war der Aufschwung spätestens ab 1772 vorüber.

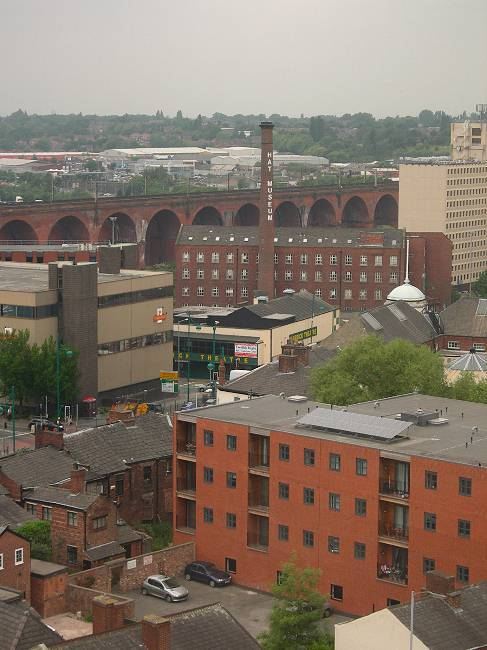
Hutmachermuseum (im Hintergrund)

Zu Beginn des 19. Jahrhunderts entwickelte sich auch die Hutmacherei; Ende desselben Jahrhunderts wurde von manueller auf mechanische Produktion umgestellt. Neben der Textilindustrie wurde dieser Zweig zu einem der größten Arbeitgeber Stockports. Außerdem entfalteten sich Zuliefergewerbe, wie die Lederindustrie und die Schneiderei. Der Erste Weltkrieg schnitt die überseeischen Importmärkte ab, was die zufuhrabhängige Industrie Stockports erheblich traf. Einen zweiten Aufschwung erlebte das Hutmachergewerbe Ende der 1920er Jahre, als etwa 3000 Menschen in Stockport beschäftigt waren. Die Große Depression von 1929 beendete auch diesen Aufschwung abrupt. Zudem wurde die Nachfrage nach Hüten in den folgenden Jahren immer geringer. 1966/67 schlossen sich die Hutmacherbetriebe Großbritanniens zu einer Gemeinschaft, den Associated British Hat Manufacturers, zusammen. Zu diesem Zeitpunkt existierten in Stockport nur noch zwei Hutfabriken, bis 1997 das letzte Unternehmen schließen musste. Damit ging eine über 400 Jahre dauernde Ära der Hutmacherei in der Gegend zu Ende. Heute erinnert das einzige Hutmachermuseum der Insel in Stockport an diese Vergangenheit.
1844 besuchte der Friedrich Engels, Philosoph und Unternehmer in der Textilindustrie, die Stadt und stellte fest, dass Stockport „eines der düstersten, rauchigsten Löcher in der ganzen Industrieregion“ sei.

### Seit dem 20. Jahrhundert
Am 30. November 1948 kollidierten zwei Züge auf dem stadtbeherrschenden Eisenbahnviadukt von Stockport, wobei drei Waggons zerstört und vier Menschen getötet wurden. Erschwert wurden die Rettungsmaßnahmen durch die Tatsache, dass beide Züge sich auf einer Brücke ca. 30 Meter über dem Erdboden befanden. Mitverursacher des Unglücks war der laut BBC „dichteste Nebel seit Jahren“.
Am 4. Juni 1967 geschah das Flugzeugunglück von Stockport, bei dem eine Maschine von British Midland Airways beim zweiten Landeversuch auf den Flughafen Manchester nahe dem Stockporter Stadtzentrum abstürzte und 72 Passagiere den Tod fanden. Nur zwölf Menschen konnten aus dem brennenden Wrack gerettet werden.

### Einwohnerentwicklung
| Stockport im Vergleich | Stockport im Vergleich | Stockport im Vergleich | Stockport im Vergleich |
| ---------------------- | ---------------------- | ---------------------- | ---------------------- |
| Volkszählung 2001      | Stockport              | Stockport MB           | England                |
| Gesamt- einwohnerzahl  | 136.082                | 284.528                | 49.138.831             |
| Weiße                  | 95,5 %                 | 95,7 %                 | 91 %                   |
| Asiaten                | 2,0 %                  | 2,1 %                  | 4,6 %                  |
| Schwarze               | 0,5 %                  | 0,4 %                  | 2,3 %                  |
| Christen               | 74,9 %                 | 75,4 %                 | 72 %                   |
| Muslime                | 1,8 %                  | 1,8 %                  | 3,1 %                  |
| keine Religion         | 15,3 %                 | 14,2 %                 | 15 %                   |

Gemäß der Volkszählung des Jahres 2001 hatte Stockport 136.082 Einwohner. Die Bevölkerungsdichte lag bei 4.613 Einw./km² (11.937 mi²), dabei kamen 94 Männer auf 100 Frauen. Von allen mindestens 16 Jahre alten Personen waren 32 % ledig und 50,2 % verheiratet. In Stockport gab es 2001 insgesamt 58.687 Haushalte, wovon 33,1 % von einer Person geführt wurden; 33,7 % aller Haushalte gehörten Ehepaaren, 9,7 % gehörten unverheirateten Paaren und 10,4 % aller Haushalte gehörten alleinerziehenden Elternteilen mit Kind(ern). Die Zahlen entsprechend dabei in etwa denen des Metropolitan Borough und Englands. 29,2 % aller Personen von 16 bis 74 Jahren besaßen keinen akademischen Abschluss.
Obwohl Stadtteile wie Woodford, Bramhall und Hazel Grove zu den wohlhabendsten Gegenden in ganz Großbritannien gezählt werden und 45 % des Stadtgebietes grüne Fläche sind, leiden andererseits Bezirke wie Adswood und Brinnington unter Armut und einem post-industriellen Niedergang. Im Nordwesten des Stadtgebietes befinden sich die relativ wohlhabenden Bezirke Heaton Moor, Heaton Mersey, Heaton Chapel und Heaton Norris, die zusammen die sogenannten Four Heatons bilden.
| Bevölkerungsentwicklung in Stockport seit 1901 | Bevölkerungsentwicklung in Stockport seit 1901 | Bevölkerungsentwicklung in Stockport seit 1901 | Bevölkerungsentwicklung in Stockport seit 1901 | Bevölkerungsentwicklung in Stockport seit 1901 | Bevölkerungsentwicklung in Stockport seit 1901 | Bevölkerungsentwicklung in Stockport seit 1901 | Bevölkerungsentwicklung in Stockport seit 1901 | Bevölkerungsentwicklung in Stockport seit 1901 | Bevölkerungsentwicklung in Stockport seit 1901 | Bevölkerungsentwicklung in Stockport seit 1901 | Bevölkerungsentwicklung in Stockport seit 1901 | Bevölkerungsentwicklung in Stockport seit 1901 |
| Jahr                                           | 1901                                           | 1911                                           | 1921                                           | 1931                                           | 1939                                           | 1951                                           | 1961                                           | 1971                                           | 1981                                           | 1991                                           | 2001                                           | 2011                                           |
| ---------------------------------------------- | ---------------------------------------------- | ---------------------------------------------- | ---------------------------------------------- | ---------------------------------------------- | ---------------------------------------------- | ---------------------------------------------- | ---------------------------------------------- | ---------------------------------------------- | ---------------------------------------------- | ---------------------------------------------- | ---------------------------------------------- | ---------------------------------------------- |
| Einwohner                                      | 92.832                                         | 108.682                                        | 123.309                                        | 125.490                                        | 134.132                                        | 141.650                                        | 142.543                                        | 139.598                                        | 136.792                                        | 132.813                                        | 136.082                                        | 137.130                                        |
| County Borough 1901–1971                       |                                                |                                                |                                                |                                                |                                                |                                                |                                                |                                                |                                                |                                                |                                                |                                                |

## Politik

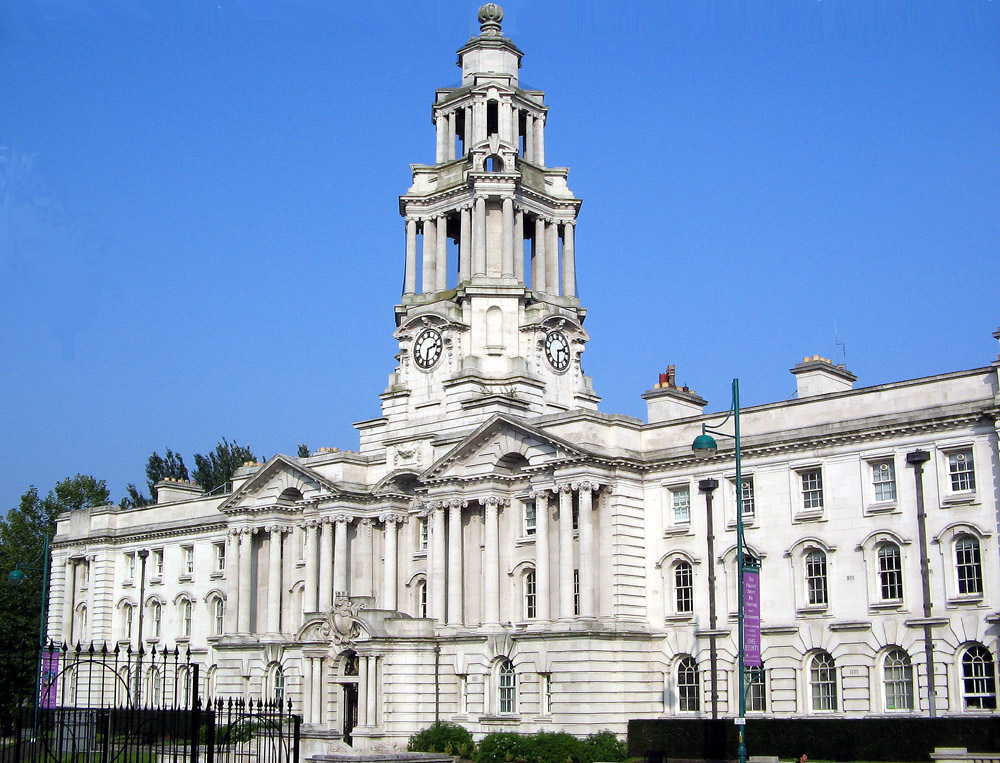
Rathaus

Durch den Municipal Corporations Act 1835 wurde erstmals ein Borough Stockport eingeführt, dessen Rat aus 42 Abgeordneten sowie 14 übergeordneten, sogenannten aldermen bestand. 1888 wurde der Status des Borough zum County Borough emporgehoben. Nach den Plänen des Local Government Act 1972 verschmolz das Gebiet 1974 mit umliegenden Bezirken zum heutigen Metropolitan Borough Stockport innerhalb des Metropolitan County Greater Manchester.
1986 wurde der Grafschaftsrat Greater Manchesters aufgelöst und viele seiner Funktionen auf den Rat des Metropolitan Borough Stockport übertragen, was ihn zu einer Unitary Authority machte.

### Städtepartnerschaften
- Heilbronn (Deutschland)
- Béziers (Frankreich)

## Kultur und Sehenswürdigkeiten
- Stockport beherbergt das einzige Hutmachermuseum des Vereinigten Königreiches. Es befindet sich in einer alten Hutfabrik im Stadtteil Wellington Mill, die während des Viktorianischen Zeitalters ihre Blütezeit erlebte.
- Das Rathaus der Stadt wurde im Jahre 1908 vom Prince of Wales eröffnet.
- Stockport Air Raid Shelters, ein als Luftschutzbunker im Zweiten Weltkrieg dienendes Tunnelsystem, ist heute ein Museum.
- Etwas östlich des Stadtzentrums befindet sich der Vernon Park. Er wurde am vierten Jahrestag der Schlacht an der Alma (20. September 1858) angelegt und wurde nach Lord Vernon benannt, der der Stadt das Gelände zur Verfügung stellte.

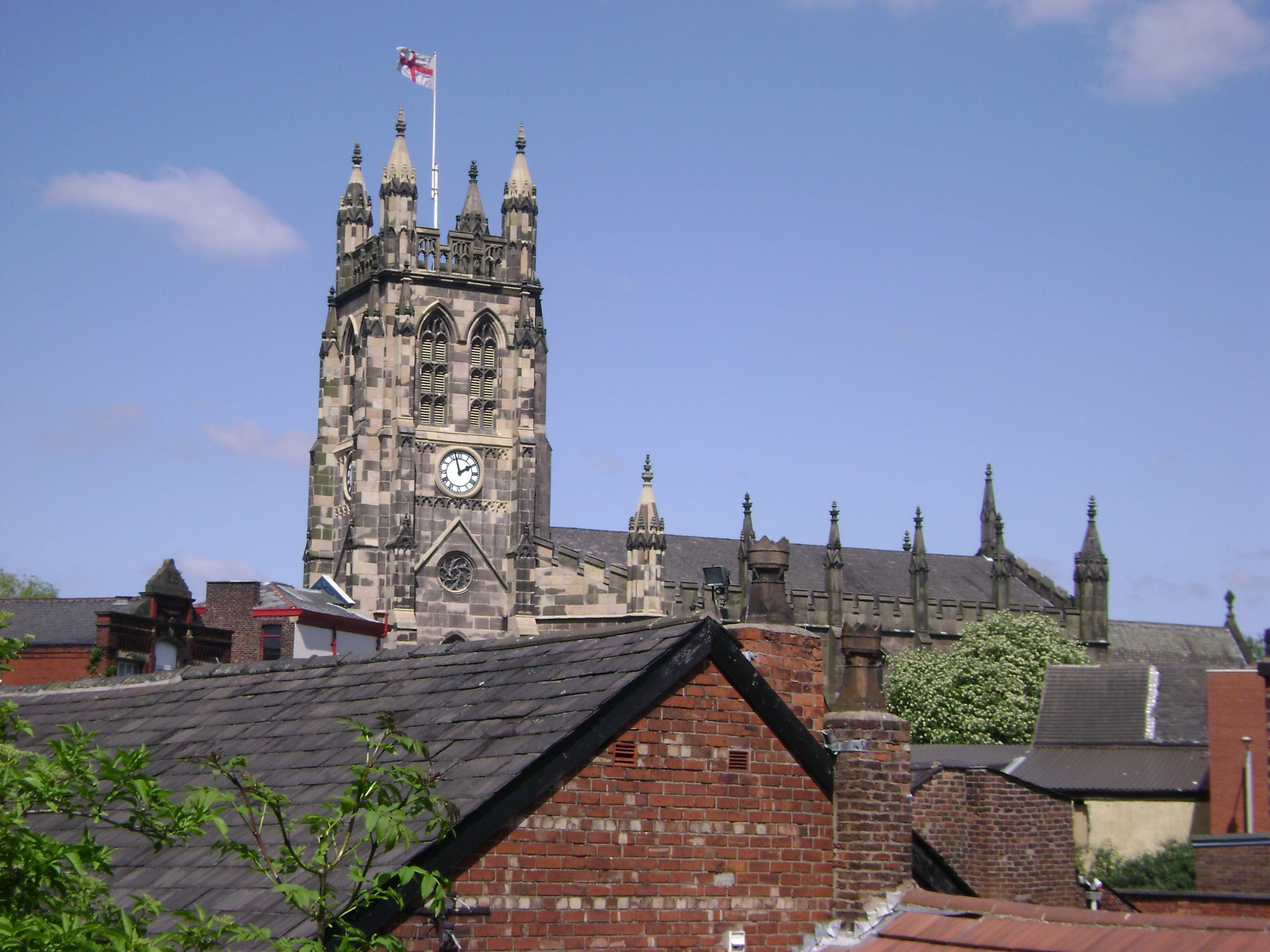
Kirche St Mary's

- Die 1883 erbaute St Elisabeth's Church ist eine Kirche des Anglo-Katholizismus.
- Die St Mary's Church verfügt über ein Oratorium auf dem zwölften Jahrhundert, der Altarraum stammt aus einer im Jahre 1310 erbauten Kirche. Der große Rest des Gebäudes wurde 1813–1817 durch den Architekten Lewis Wyatt erbaut. Heute wird es als Grade I listed building geführt.
- Das Plaza Cinema ist ein 1932 erbautes Kino und heute ein Grade II listed building. Es zeigt heute verschiedene Filmklassiker sowie Liveauftritte.
- Das 1840 erbaute Viadukt von Stockport ist eines der größten Backstein-Bauwerke Westeuropas und eine Pionierleistung viktorianischer Baukunst. Auf dem 34 Meter hohen Viadukt führt eine viergleisige Strecke vom Bahnhof Stockport ins benachbarte Manchester. Der Bau des Grade II listed building kostete £70.000; das Bauwerk besteht aus etwa elf Millionen Backsteinen.
- Das Staircase House ist ein (Grade II listed) am Marktplatz gelegenes mittelalterliches Stadthaus. Es wurde im Laufe seiner Existenz zwar mehrmals erneuert, dennoch ist es wohl der älteste Profanbau der Stadt. Das Gebäude beherbergt heute das Stockport Story Museum, welches von sich behauptet, über 10.000 Jahre der Geschichte Stockports nachzuerzählen.
- Zudem existiert ein weiteres Grade II listed Gebäude, ein Fachwerkhaus namens Underbank Hall. Bis 1823 war es in Privatbesitz, später wurde es zu einer Bankfiliale.

### Sport

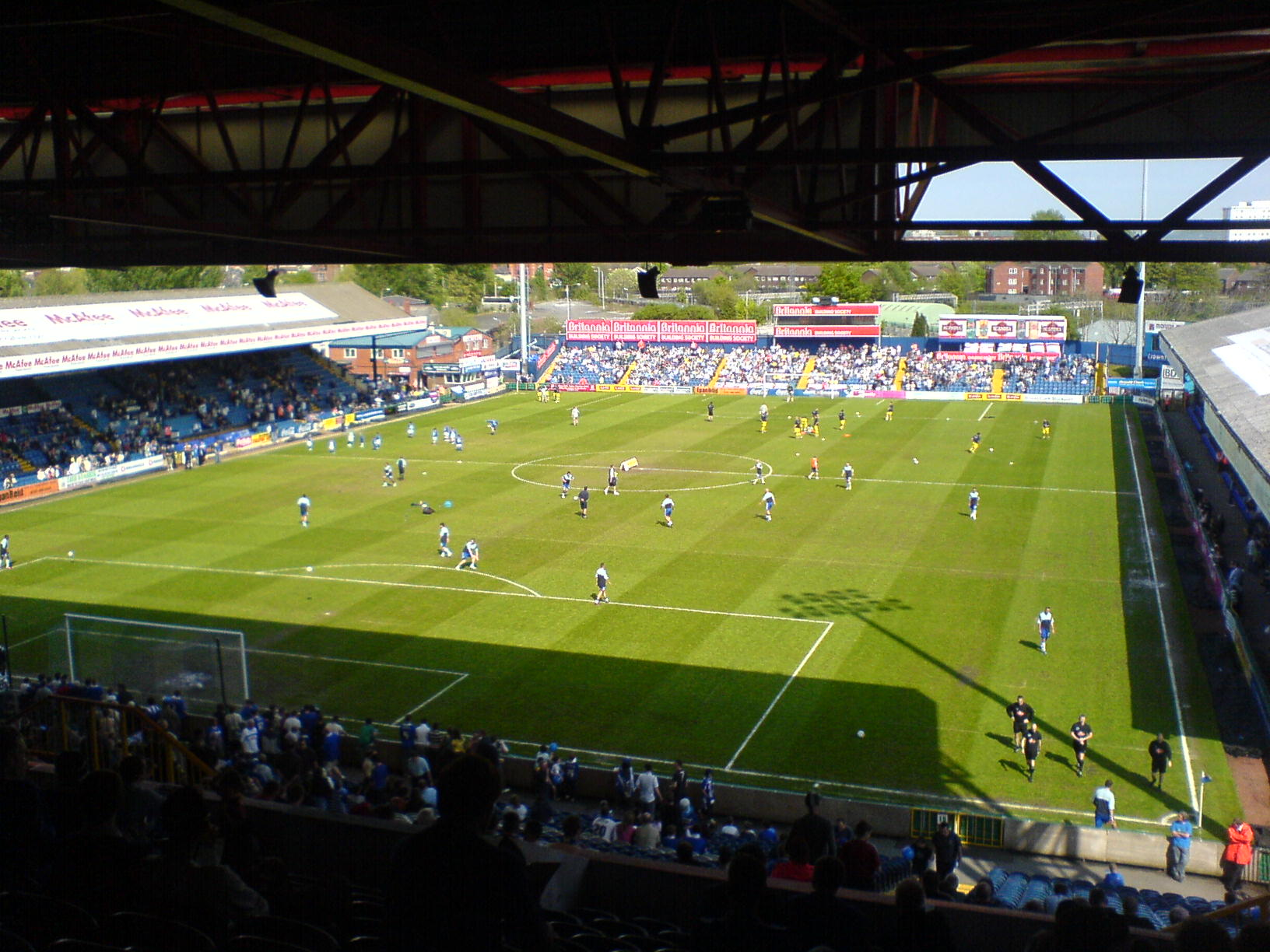
Edgeley Park

Stockport ist die Heimat zweier Profivereine, welche beide den Edgeley Park als ihre Heimspielstätte haben. Der Fußballverein Stockport County spielt nach dem Aufstieg 2024 aus der Football League Two in der drittklassigen Football League One. Gegründet wurde der Verein 1883 unter dem Namen Heaton Norris Rovers. Er erhielt 1890 seinen aktuellen Namen, um dem neuen Status Stockports als County Borough Rechnung zu tragen. Ende der 1990er Jahre äußerte der Verein Interesse an einem Umzug ins Stadion Maine Road, welches zuvor die Heimspielstätte von Manchester City gewesen war. Dazu kam es schließlich jedoch nicht.
Der andere Verein, welcher den Edgeley Park als Spielstätte nutzt, ist der Rugby-Union-Verein Sale Sharks. Er gewann 2006 den Titel in der Premiership Rugby; mehrere Nationalspieler wie Mark Cueto, Charlie Hodgson und Andrew Sheridan (England) sowie Jason White (Schottland) sind hier beschäftigt.
Der Stockport Metro Swimming Club ist einer der erfolgreichsten Schwimmvereine Großbritanniens. Bei den Olympischen Spielen 1996 gewann deren Schwimmer Graeme Smith Bronze über 1500 m Freistil, und 2004 gewann Stephen Parry Bronze über 200 m Schmetterling. Zuletzt, bei den Spielen 2008 in Peking, gewannen Keri-Anne Payne und Cassie Patten Silber bzw. Bronze über 10 km Langstreckenschwimmen.
Stockport ist ein Zentrum des britischen Lacrosse-Sports. Der Stockport Lacrosse Club wurde 1876 gegründet und ist damit einer der ältesten Lacrossevereine der Welt. Weitere Vereine existieren in Norbury (Hazel Grove) Cheadle, Cheadle Hulme, Heaton Mersey, Heaton Mersey Guild, und Mellor. 1978 war der Edgeley Park Austragungsort der Lacrosse-Weltmeisterschaft.
Stockport besitzt drei Leichtathletik-Vereine: Manchester Harriers & AC, Stockport Harriers & AC und DASH Athletics Club.
Stockport ist der Geburtsort des Tennisspielers Fred Perry, der 1936 sowohl Wimbledon als auch die US Open gewann.

## Wirtschaft und Infrastruktur

### Verkehr
Auf dem Stadtgebiet Stockports verläuft der M60, der Autobahnring Manchesters. Ganz im Westen zweigt der M56 in Richtung Chester ab. Außerdem wird der Borough von den überregionalen A-Straßen A6 (Luton–Carlisle) und A34 (Manchester–Winchester) durchkreuzt. Weitere A-Straßen sind die A555, A560, A626, A5102, A5143 und die A5149.

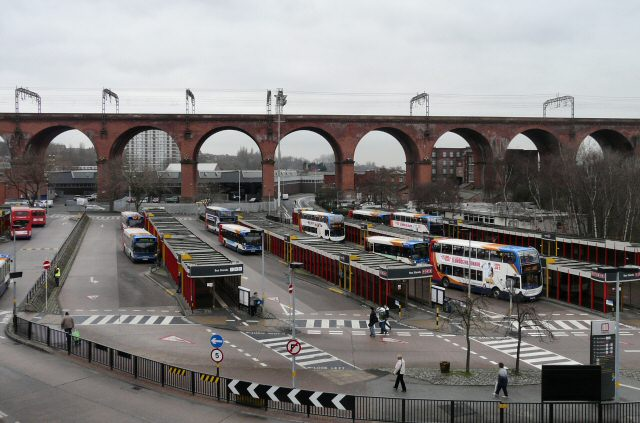
Der Busbahnhof Stockport mit dem historischen Eisenbahnviadukt im Hintergrund

Der Bahnhof Stockport Edgeley befindet sich an einem Bypass der West Coast Main Line, welcher den wichtigsten Bahnhof Manchesters, Piccadilly, bedient. Virgin Trains bietet auf der Strecke alle 20 Minuten eine Verbindung nach London, Euston, an, wobei zwei Züge pro Stunde über Stoke-on-Trent und einer über Crewe verläuft. In nordwestlicher Richtung erreicht man (via Manchester) direkt die Städte Liverpool, Preston, Blackpool, Wigan, Southport und Barrow-in-Furness. Richtung Südosten existieren Verbindungen (via Sheffield) nach Cleethorpes, Nottingham und Norwich. Regionalzüge verkehren auf der Mid-Cheshire Line von Manchester über Stockport, Altrincham, Knutsford und Northwich nach Chester. Der reguläre Personenverkehr auf der Bahnstrecke Stockport–Stalybridge wurde Anfang der 1990er Jahre eingestellt. Ein zweiter Bahnhof namens Stockport Tiviot Dale war von 1865 bis 1967 in Betrieb. Das Bahnhofsgelände wurde anschließend vom neuen Autobahnring M60 überbaut.
Als Pionierleistung gilt der Bau des Eisenbahnviaduktes über den Mersey, damals der größte Viadukt der Welt; er wurde 1840 fertiggestellt und verbindet seitdem Stockport mit Manchester.
Manchester Airport befindet sich unmittelbar westlich von Stockport und ist sowohl mit dem Zug als auch mit dem PKW erreichbar.

### Bildung
Die größte Bildungseinrichtung Stockports ist das Stockport College mit etwa 11.000 Studierenden. Die Stockport Grammar School ist die älteste im Norden Englands; sie wurde 1487 gegründet.
Zu den sonstigen Schulen siehe die englischsprachige Wikipedia.

## Persönlichkeiten

### Ehrenbürger
- Manfred Weinmann (1934–2013), Oberbürgermeister von Heilbronn

### Persönlichkeiten, die vor Ort gewirkt haben
- Peter Romney (1743–1777), Maler; starb in Stockport
- Barb Jungr (* 1954), Sängerin; wuchs in Stockport auf
- John Amaechi (* 1970), britisch-US-amerikanischer Basketballspieler; aufgewachsen in Stockport
- Mark McGeeney (* 1972), Dartspieler; wohnt in Stockport
- Sacha Dhawan (* 1984), Schauspieler; studierte am Aquinas College in Stockport
- Owen Jones (* 1984), Journalist, Autor und Aktivist der politischen Linken; wuchs in Stockport auf